# 13798 Cecchini
13798 Cecchini este un asteroid din centura principală de asteroizi.

## Descriere
13798 Cecchini este un asteroid din centura principală de asteroizi. A fost descoperit pe 15 noiembrie 1998 la San Marcello Pistoiese de Luciano Tesi și Andrea Boattini. Asteroidul prezintă o orbită caracterizată de o semiaxă mare de 2,91 ua, o excentricitate de 0,09 și o înclinație de 4,8° în raport cu ecliptica.